# Félix Hernández
Félix Abraham Hernández García (nascido em 8 de abril de 1986), apelidado de "King Félix", é um jogador venezuelano profissional de beisebol que atua como arremessador pelo Seattle Mariners da Major League Baseball (MLB). Fez sua estreia na MLB em 2005.
Em 15 de agosto de 2012, Félix Hernández arremessou o 23º jogo perfeito na história da Major League Baseball contra o Tampa Bay Rays na vitória por 1 a 0 no estádio Safeco Field. Foi também o primeiro jogo perfeito da franquia do Seattle Mariners. Até 19 de janeiro de 2018, seu jogo perfeito é o mais recente da Major League Baseball.
Em 23 de abril de 2016, Hernandez alcançou o recorde de mais strikeouts por um arremessador dos Mariners, quando eliminou por strike Rafael Ortega do Los Angeles Angels of Anaheim em seu 2.163º strikeout como arremessador dos Mariners. O recorde anterior de  2.162 strikeouts pertencia à Randy Johnson. Sua 146ª vitória, ocorrida em 9 de maio, deu o recorde da franquia nesta categoria, ultrapassando  Jamie Moyer.

## Jogo perfeito
Em 15 de agosto de 2012, Hernández arremessou o 23º jogo perfeito na história da Major League Baseball e o primeiro dos Mariners. Arremessando contra o Tampa Bay Rays no Safeco Field em Seattle, Washington, Hernández eliminou todos os 27 rebatedores enfrentados e alcançou 12 strikeouts na vitória por 1 a 0.
Foi o terceiro jogo perfeito da temporada de [2012, seguindo os de Philip Humber e Matt Cain, fazendo desta a primeira temporada com 3 jogos perfeitos. Também, sendo o Mariners o  time perdedor no jogo perfeito de Humber, esta foi a primeira vez em que um time é o perdedor e o vencedor de um jogo perfeito na mesma temporada. Como o jogo perfeito de Philip Humber aconteceu na visita dos White Sox ao Safeco Field, isto marca a primeira vez em que dois jogos perfeitos foram arremessados no mesmo estádio e na mesma temporada. Foi também o segundo no-hitter de 2012 dos  Mariners no Safeco Field; a equipe conseguiu um no-hitter combinado em 8 de junho contra o Los Angeles Dodgers, em vitória por 1 a 0, sendo assim a primeira vez em que um time tem um no-hitter combinado e um no-hitter completo na mesma temporada. Também marca a terceira derrota do Tampa Bay Rays em jogos perfeitos em quatro temporadas, tendo anteriormente sofrido um jogo perfeito para Dallas Braden em 2010 e para Mark Buehrle em 2009. Evan Longoria, Carlos Peña, Melvin Upton, Jr. e Ben Zobrist, todos jogaram pelos Rays em todos os três jogos, empatados com Alfredo Griffin na conquista duvidosa por jogos perfeitos sofridos por um jogador.